# Opisthoxia
Opisthoxia is een geslacht van vlinders van de familie spanners (Geometridae), uit de onderfamilie Ennominae.

## Soorten
- O. albanaria Oberthür, 1916
- O. alectaria Guenée, 1857
- O. amabilis Cramer, 1776
- O. amphiaria Oberthür, 1916
- O. archidiaria Oberthür, 1916
- O. argenticincta Warren, 1905
- O. asopis Druce, 1892
- O. aspledon Druce, 1892
- O. aurelia Dognin, 1903
- O. bella Butler, 1881
- O. bellaoides Dognin, 1894
- O. bolivari Oberthür, 1916
- O. bracteata Butler, 1885
- O. branickiaria Oberthür, 1883
- O. cabima Schaus, 1923
- O. cassandra Dyar, 1912
- O. casta Warren, 1904
- O. claudiaria Schaus, 1901
- O. cluana Druce, 1900
- O. columbaria Jones, 1921
- O. conjuncta Herbulot, 1988
- O. consequa Warren, 1909
- O. contrariata Warren, 1904
- O. corinnoides Thierry-Mieg, 1916
- O. crepuscularia Warren, 1907
- O. croceata Warren, 1907
- O. croesaria Schaus, 1901
- O. curvilinea Warren, 1909
- O. chouyi Thierry-Mieg, 1905
- O. danaeata Walker, 1861
- O. descimoni Herbulot, 1988
- O. dora Schaus, 1901
- O. elysiata Walker, 1861
- O. epichrysops Oberthür, 1916
- O. erionia Druce, 1900
- O. farantes Schaus, 1901
- O. fasciata Schaus, 1898
- O. formosante Cramer, 1776
- O. geryon Druce, 1900
- O. gloriosa Bastelberger, 1909
- O. haemon Druce, 1900
- O. humilis Warren, 1905
- O. hybridata Warren, 1905
- O. integra Bastelberger, 1907
- O. interrupta Schaus, 1911

- O. laticlava Warren, 1904
- O. leucophis Bastelberger, 1911
- O. limboguttata Felder, 1874
- O. lineata Warren, 1904
- O. lucilla Butler, 1881
- O. lyllaria Guenée, 1858
- O. lyonetaria Snellen, 1874
- O. metargyria Walker, 1867
- O. miletia (Druce, 1892)
- O. molpadia Druce, 1892
- O. monanaria Schaus, 1923
- O. ockendeni Warren, 1907
- O. olivenzaria Oberthür, 1916
- O. omphale Prout, 1910
- O. orion Warren, 1904
- O. ornata Rindge, 1958
- O. pamphilaria Guenée, 1857
- O. pepita Dognin, 1896
- O. phrynearia Schaus, 1912
- O. picta Schaus, 1898
- O. praeamabilis Oberthür, 1916
- O. projecta Herbulot, 1988
- O. quadrifilata Felder, 1875
- O. salubaea Dyar, 1912
- O. sardes Druce, 1900
- O. saturaria Schaus, 1923
- O. saturniaria Herrich-Schäffer, 1858
- O. subalba Thierry-Mieg, 1916
- O. transversata Warren, 1904
- O. trimaculata Warren, 1907
- O. uncinata Schaus, 1912
- O. vigilans Warren, 1904
- O. virginalis Oberthür, 1916
- O. vitenaria Schaus, 1923